# Hetty van Aar
Hetty van Aar (Almelo, 15 december 1948) is een Nederlandse jeugdboekenauteur.

## Levensloop
Hetty van Aar werd geboren in Almelo. Toen ze drie jaar oud was, verhuisde ze naar Noord-Brabant.
Op de middelbare school begon ze gedichten en dagboeken te schrijven. Ze werd kleuterleidster en begon toen verhalen voor haar eigen klas te schrijven. Ze stopte met werken toen ze zelf kinderen kreeg. Ze schreef in die tijd in opdracht van uitgevers korte voorleesverhalen.
Haar eerste boek Door het lint kwam uit in 2003 en handelt over een jongen met ADHD. Sindsdien schreef ze nog vele andere boeken. De meeste boeken zijn boeken van de serie For Girls Only!

### Boeken (selectie)
- Door het lint (2003)
- Poen (2004)
- Verborgen agenda (2006)
- Opgepakt (2008)
- For Girls Only, serie (2008)[1]
- Eerste verhalenboek (2009)
- Het grote waarom boek (2010)
- Circus Chapito
- Rube & Rutje
- Het grote boek van Kai-Mook
- Kaatje
- Klein Suske & Wiske